# Saint-Aubin-sur-Scie
Saint-Aubin-sur-Scie település Franciaországban, Seine-Maritime megyében. Lakosainak száma 1215 fő (2022. január 1.). Saint-Aubin-sur-Scie Arques-la-Bataille, Dieppe, Hautot-sur-Mer, Offranville, Rouxmesnil-Bouteilles és Tourville-sur-Arques községekkel határos.

## Népesség
A település népessége az elmúlt években az alábbi módon változott:
| Lakosok száma | 1109 | 1088 | 1154 | 1085 | 1120 | 1160 | 1200 | 1202 | 1215 |
|               | 2013 | 2015 | 2016 | 2017 | 2018 | 2019 | 2020 | 2021 | 2022 |